# Hadrut
Hadrut (en azerí: Hadrut; en armenio: Հադրութ, romanizado: Hadrut) es una ciudad ubicada en la región histórica del Alto Karabaj, parte del raión de Joyavend en Azerbaiyán. La ciudad tenía una población de mayoría armenia étnica antes de la guerra del Alto Karabaj de 2020.

## Toponimia
El nombre Hadrut es de origen persa y significa "entre dos ríos". Esto se explica por el hecho de que la parte más antigua del asentamiento estaba ubicada entre dos arroyos, Guney-chay y Guzey-chay. Hadrut luego se expandió más allá de los dos ríos hacia el este y el oeste.
Los armenios también llaman con poca frecuencia a la ciudad Getahat (en armenio: Գետահատ). En Azerbaiyán, la ciudad también se llama Aghoghlan (en azerí: Ağoğlan).

## Geografía
Hadrut se encuentra en el centro de un valle en forma de embudo, bordeada por altas montañas. Hay 10 pueblos alrededor del pueblo en el valle de Hadrut a una distancia de 1-1,5 km entre sí. Se encuentra a 72 km de Jakendi.

### Clima
Hadrut tiene un clima semiárido frío (BSk) según la clasificación climática de Köppen.
| Parámetros climáticos promedio de Hadrut           | Parámetros climáticos promedio de Hadrut | Parámetros climáticos promedio de Hadrut | Parámetros climáticos promedio de Hadrut | Parámetros climáticos promedio de Hadrut | Parámetros climáticos promedio de Hadrut | Parámetros climáticos promedio de Hadrut | Parámetros climáticos promedio de Hadrut | Parámetros climáticos promedio de Hadrut | Parámetros climáticos promedio de Hadrut | Parámetros climáticos promedio de Hadrut | Parámetros climáticos promedio de Hadrut | Parámetros climáticos promedio de Hadrut | Parámetros climáticos promedio de Hadrut |
| Mes                                                | Ene.                                     | Feb.                                     | Mar.                                     | Abr.                                     | May.                                     | Jun.                                     | Jul.                                     | Ago.                                     | Sep.                                     | Oct.                                     | Nov.                                     | Dic.                                     | Anual                                    |
| -------------------------------------------------- | ---------------------------------------- | ---------------------------------------- | ---------------------------------------- | ---------------------------------------- | ---------------------------------------- | ---------------------------------------- | ---------------------------------------- | ---------------------------------------- | ---------------------------------------- | ---------------------------------------- | ---------------------------------------- | ---------------------------------------- | ---------------------------------------- |
| Temp. máx. media (°C)                              | 4.5                                      | 5.4                                      | 9.2                                      | 16.4                                     | 20.2                                     | 25.2                                     | 28.3                                     | 29.2                                     | 23.7                                     | 18.3                                     | 11.6                                     | 7.1                                      | 16.6                                     |
| Temp. mín. media (°C)                              | -2.9                                     | -2.3                                     | 0.8                                      | 6.5                                      | 10.8                                     | 14.9                                     | 18.0                                     | 16.9                                     | 13.9                                     | 8.8                                      | 3.7                                      | -0.4                                     | 7.4                                      |
| Precipitación total (mm)                           | 22                                       | 28                                       | 42                                       | 54                                       | 79                                       | 59                                       | 25                                       | 24                                       | 31                                       | 44                                       | 34                                       | 23                                       | 465                                      |
| Fuente: http://en.climate-data.org/location/52897/ |                                          |                                          |                                          |                                          |                                          |                                          |                                          |                                          |                                          |                                          |                                          |                                          |                                          |

## Historia

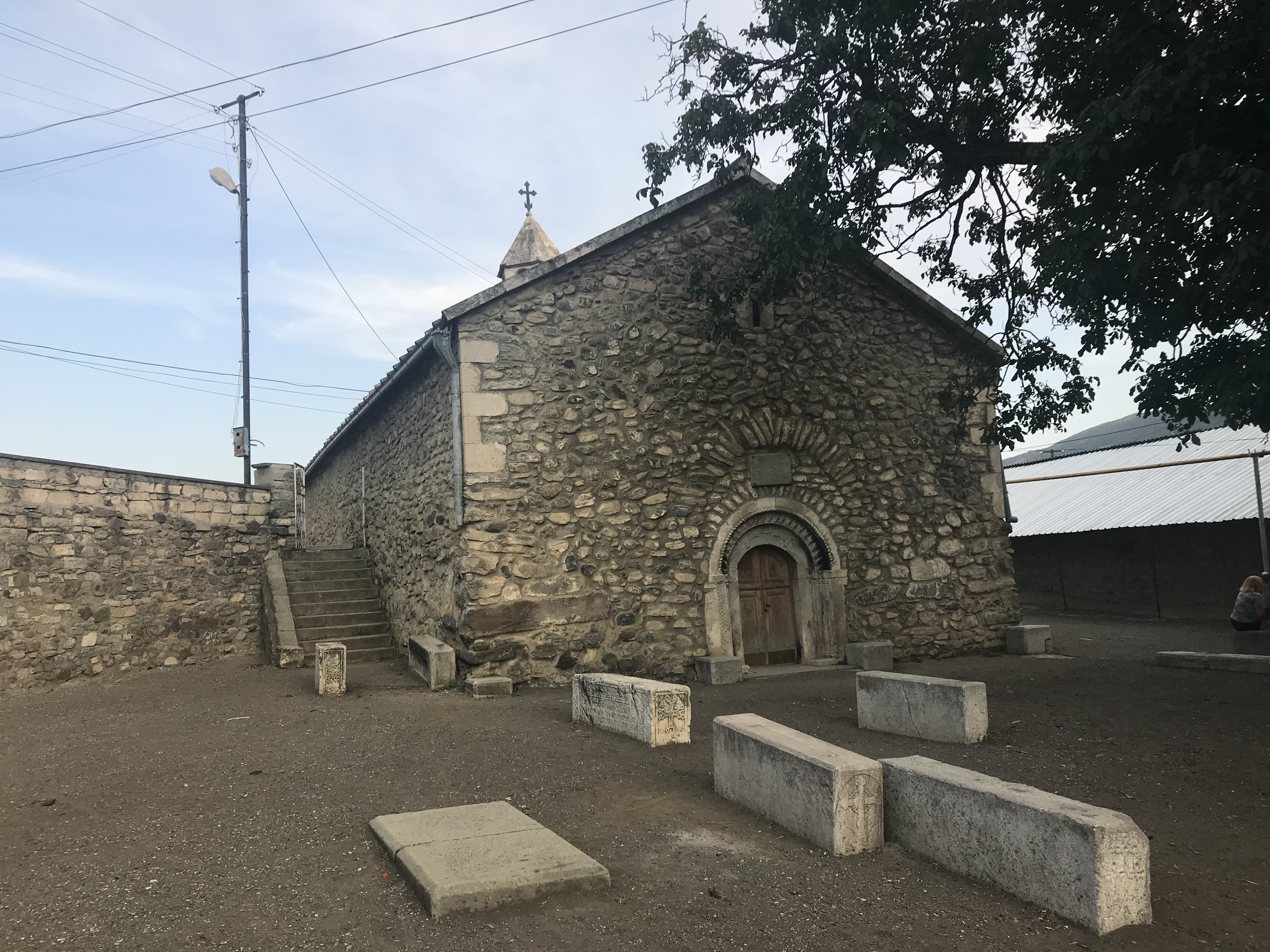
Iglesia de la Santa Resurrección de Hadrut

Se desconoce la fecha de la fundación de Hadrut. Se han encontrado fragmentos de monumentos y artefactos históricos que datan de la época precristiana, paleocristiana y medieval en Hadrut y sus alrededores. Hay varias ruinas de antiguas fortalezas y murallas en el valle que rodea a Hadrut. Desde la época medieval hasta principios del siglo XIX, Hadrut formó parte del Principado de Dizak, uno de los cinco Melicatos de Karabaj. En los siglos XV y XVI, muchas de las fortificaciones, iglesias y asentamientos alrededor de Hadrut fueron destruidos por las fuerzas otomanas y safávidas mientras luchaban por el control del sur del Cáucaso. Un pequeño número de estas estructuras fueron reconstruidas bajo el gobierno de los meliks de Dizak. El melicato de Dizak estaba subordinado al kanato de Karabaj antes de la conquista rusa de Karabaj.
Durante el período ruso, Hadrut se gobernó como parte de diferentes divisiones administrativas: primero como parte de la provincia de Karabaj (1822-1840), luego como parte del uyezd de Shusha dentro del Óblast del Caspio (1840-1846), de la gobernación de Shamaji (1846-1859), luego dentro de la gobernación de Bakú (1859-1868), para pasar después a la gobernación de Elizavétpol (1868-1873). Por último, se unió al uyezd de Dzhebrail de la gobernación de Elizavétpol (1873-1917).
En el período soviético, Hadrut se convirtió en el centro del distrito de Hadrut del Óblast autónomo del Alto Karabaj dentro de la República Socialista Soviética de Azerbaiyán y se le otorgó el estatus de asentamiento urbano en 1963. Algunas de las primeras actividades del movimiento de Karabaj ocurrieron en Hadrut, comenzando con la recolección de peticiones en 1986 para la transferencia del óblast autónomo a la RSS de Armenia y que culminó con una manifestación de mil personas en Hadrut en febrero de 1988, que luego se extendió a la capital de la NKAO, Stepanakert.

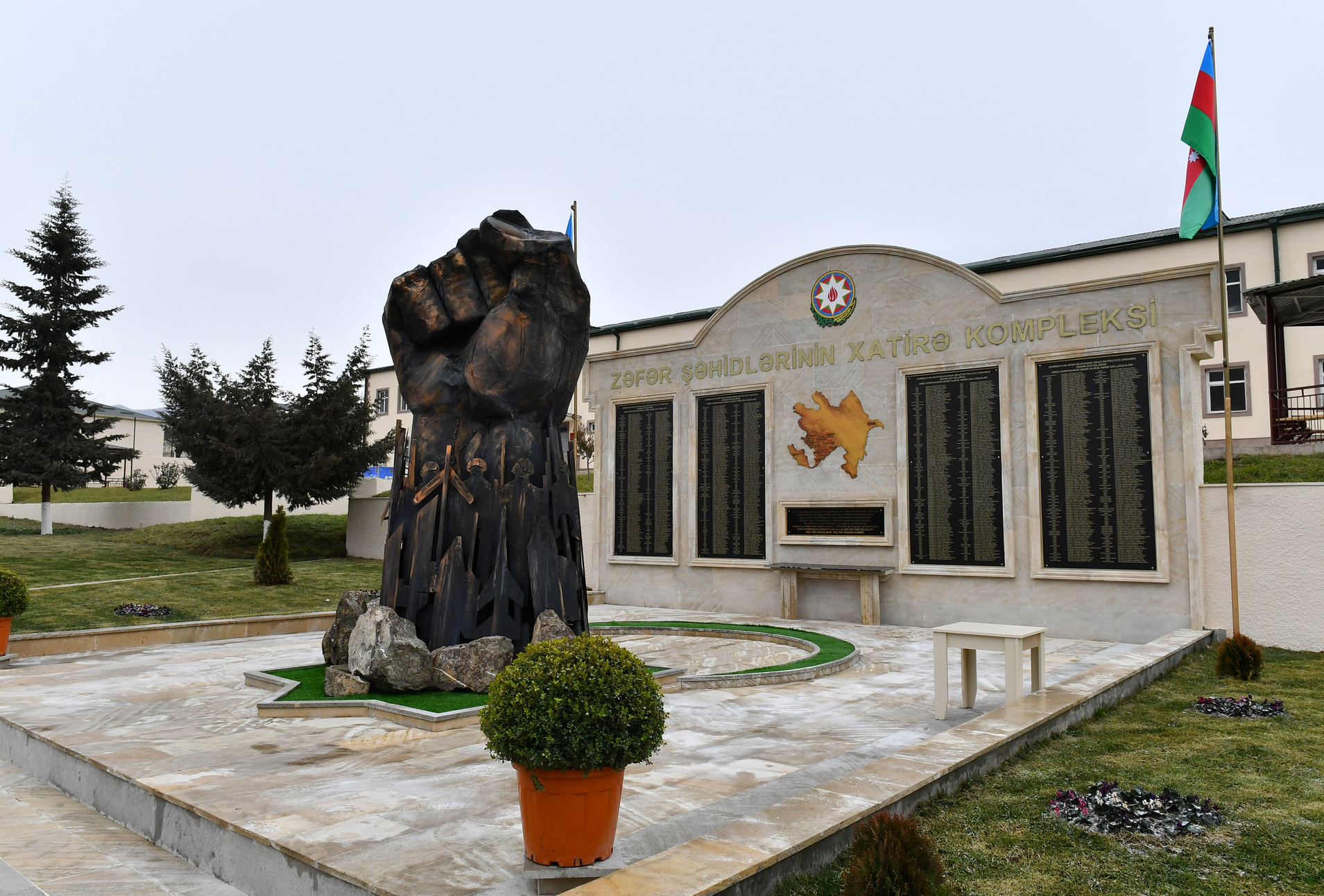
Monumento Puño de Hierro, inaugurado en 2021

Tras la victoria armenia en la primera guerra del Alto Karabaj, Hadrut se convirtió en el centro administrativo de la provincia de Hadrut de la República de Artsaj.
En medio de la segunda guerra del Alto Karabaj (2020), se produjeron intensos combates en Hadrut, marcados por las denuncias por el uso de bombas de racimo por parte del ejército de Azerbaiyán. Azerbaiyán capturó Hadrut alrededor del 9 de octubre de 2020, con su victoria en la batalla de Hadrut. Aunque la mayoría de la población civil fue evacuada, las autoridades armenias informaron que las fuerzas azerbaiyanas mataron a varios civiles en Hadrut y sus alrededores durante o después de la batalla (entre ellos, un video de una ejecución sumaria de dos hombre armenos se filtró por redes sociales).
Posteriormente, los soldados azerbaiyanos destrozaron propiedades armenias, incluida la iglesia y el cementerio locales, y destruyendo sus lápidas. En enero de 2021, durante la reconstrucción de Hadrut, se renombraron las calles en azerí (con nombres de soldados caídos y personajes históricos), inaugurando un monumento para conmemorar la victoria en la guerra llamado el Puño de Hierro. El 9 de octubre de 2021, se colocaron los cimientos en Hadrut para una nueva subestación eléctrica de 35 kV y una nueva mezquita.

## Demografía
El primer censo registrado de la ciudad de Hadrut mostró una población de alrededor de 2.400 habitantes en 1939, de los cuales más del 90% eran armenios. Hadrut mantuvo una población de mayoría armenia durante la primera guerra del Alto Karabaj, hasta la segunda guerra del Alto Karabaj de 2020, durante la cual la ciudad fue capturada por las fuerzas azerbaiyanas y la población armenia fue expulsada.
|              | 1939      | 1939       | 1979      | 1979       | 2005      | 2005       |
| Grupo étnico | Población | Porcentaje | Población | Porcentaje | Población | Porcentaje |
| ------------ | --------- | ---------- | --------- | ---------- | --------- | ---------- |
| Armenios     | 2200      | 91,4%      | 1955      | 90%        | 2762      | 99,7%      |
| Azeríes      | 51        | 2,1%       | 188       | 8,7%       | -         | -          |
| Rusos        | 129       | 5,4%       | 19        | 0,9%       | 3         | 0,1%       |
| Ucranianos   | 22        | 0,9%       | 2         | 0,1%       | 2         | 0,1%       |
| Total        | 2408      | 100%       | 2173      | 100%       | 2770      | 100%       |

## Economía

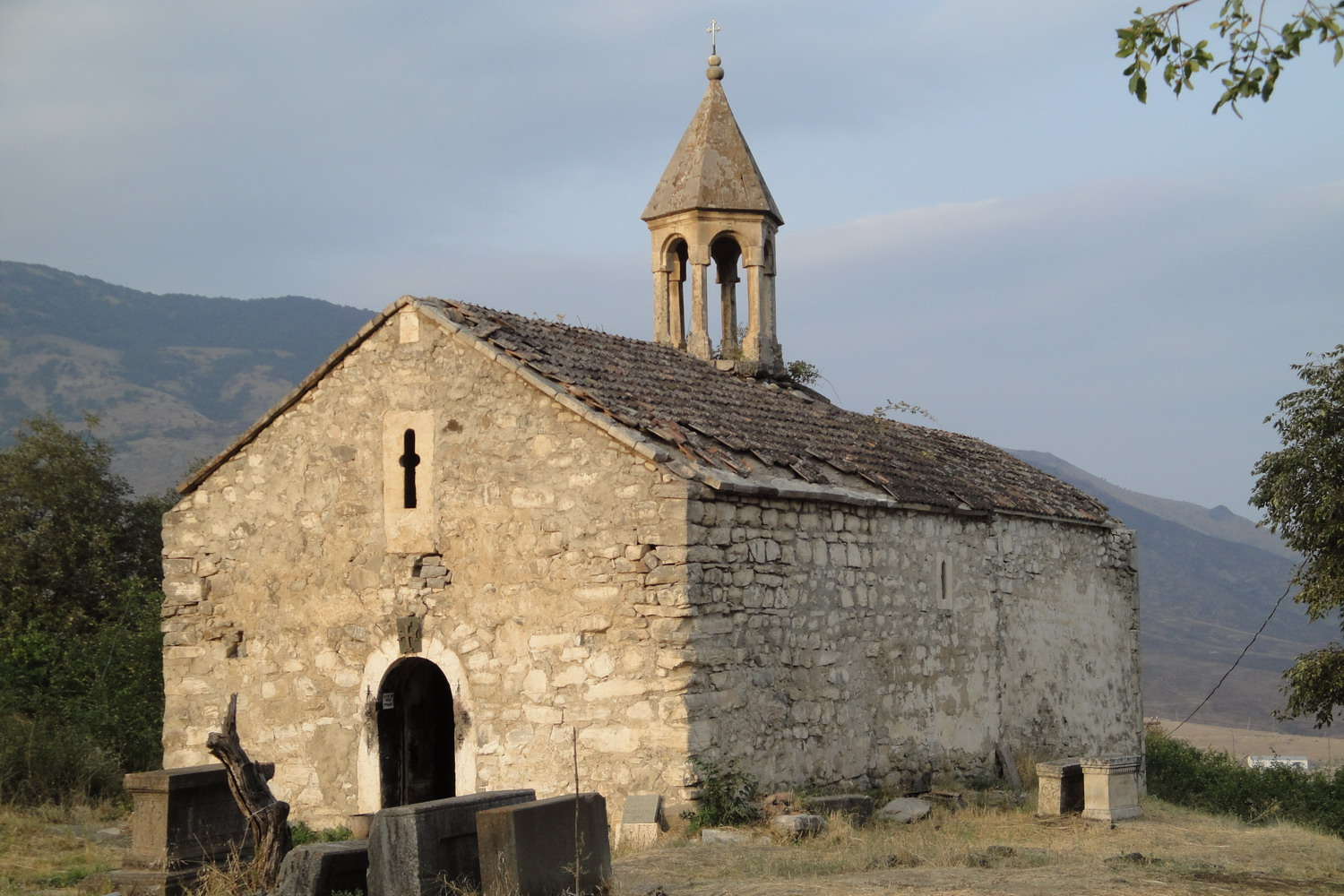
Iglesia de Spitak Jach de Hadrut

La ciudad albergaba la bodega Mika-Hadrut, que producía brandy, vodka y vino.

## Infraestructura

### Arquitectura y monumentos
Los sitios del patrimonio histórico en la ciudad y sus alrededores incluyen la iglesia de Spitak Jach (en armenio: Սպիտակ խաչ, lit. 'Cruz blanca'), templo del siglo XIV ubicada en una colina al sur de la localidad, en el camino hacia el pueblo vecino de Vank; el puente de Tsiltajach del siglo XIII (en armenio: Ծիլտախաչ); la Iglesia de la Santa Resurrección de Hadrut (en armenio: Սուրբ Հարություն եկեղեցի, romanizado: Surb Harutyun Yekeghetsi), construida sobre el año 1621. También tiene un cementerio de los siglos XVII-XIX. un puente, y unos molinos de agua y de aceite del siglo XIX.

## Galería

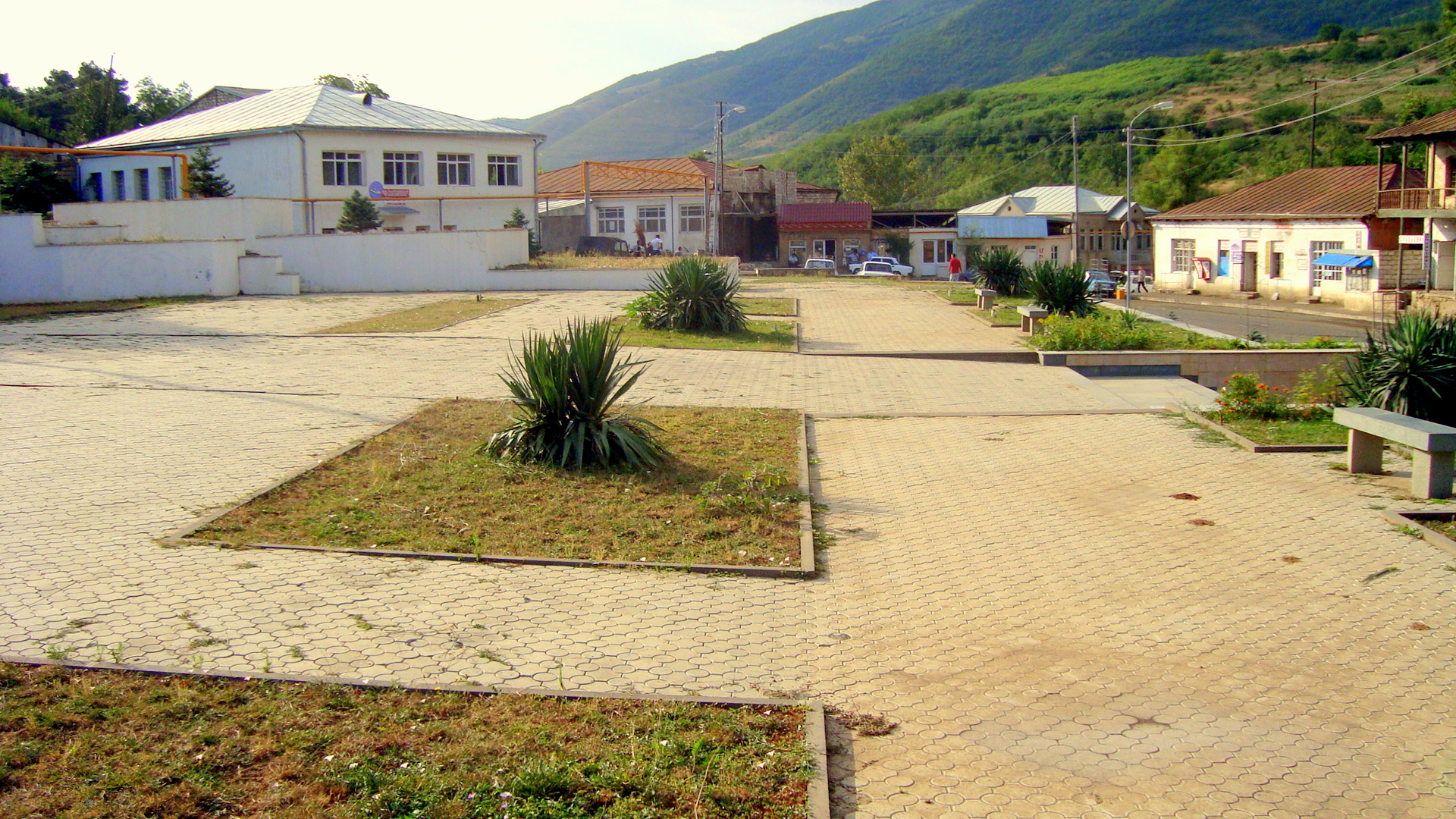
Centro de Hadrut
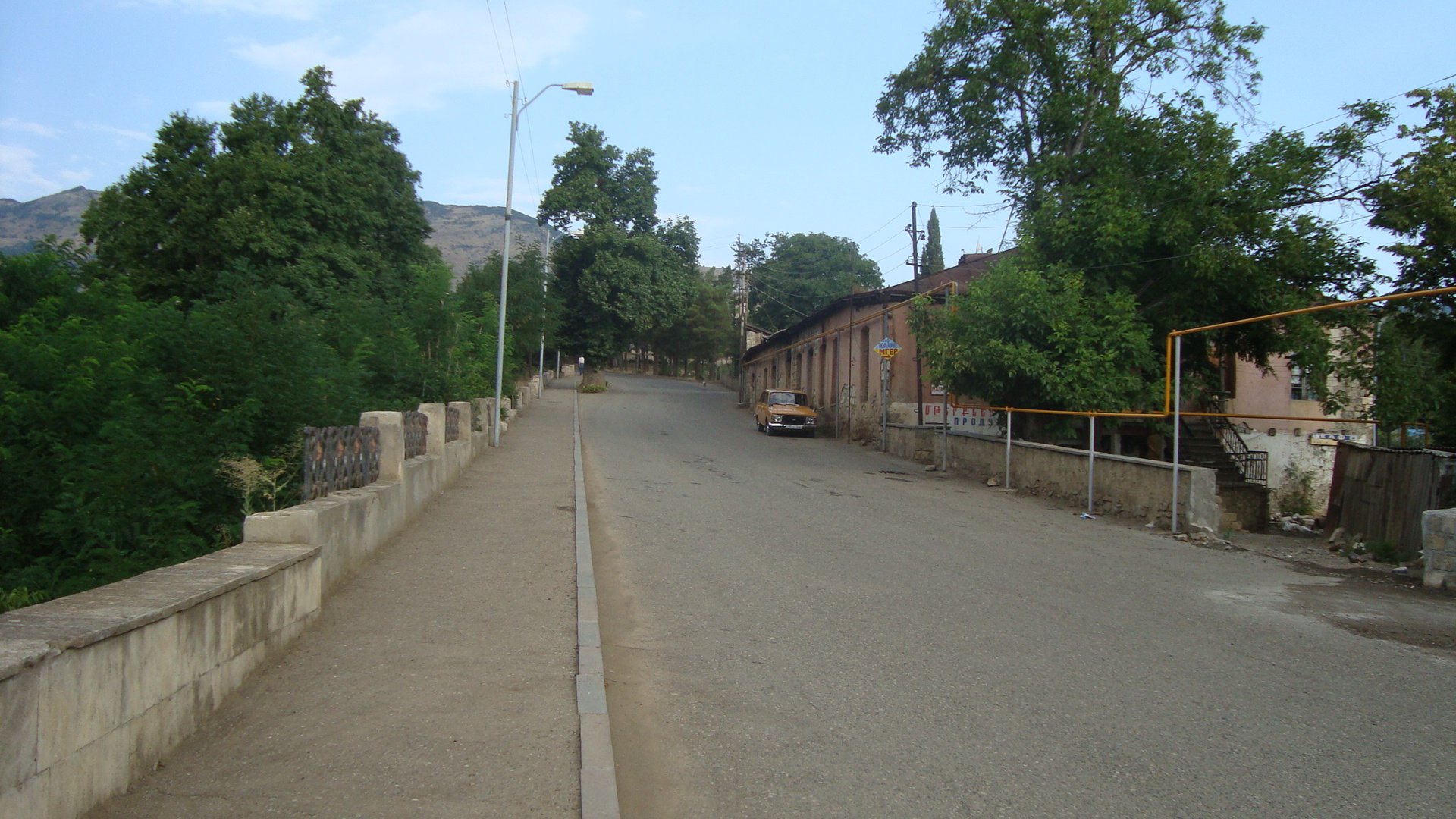
Calles de Hadrut
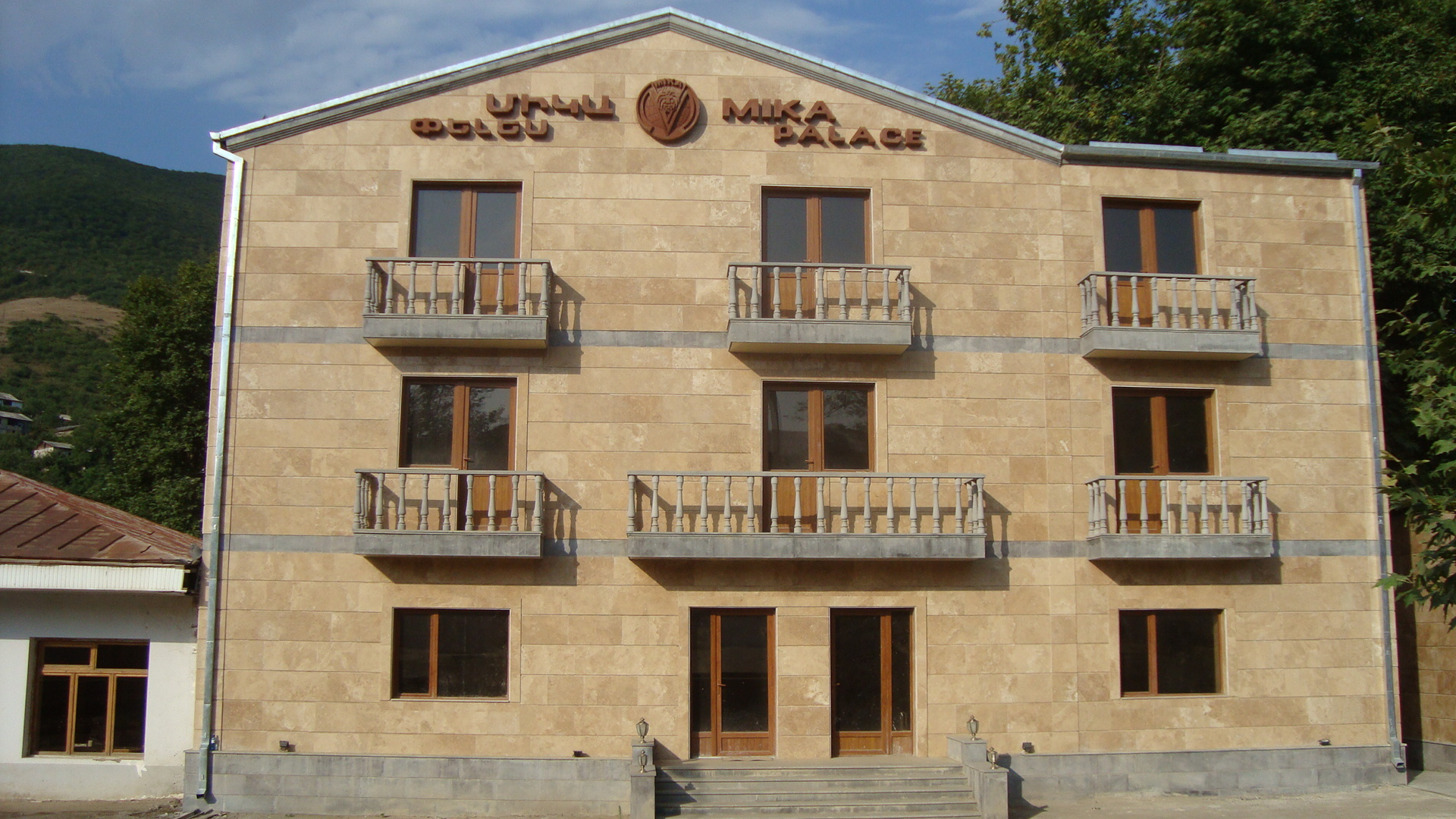
Hotel en Hadrut
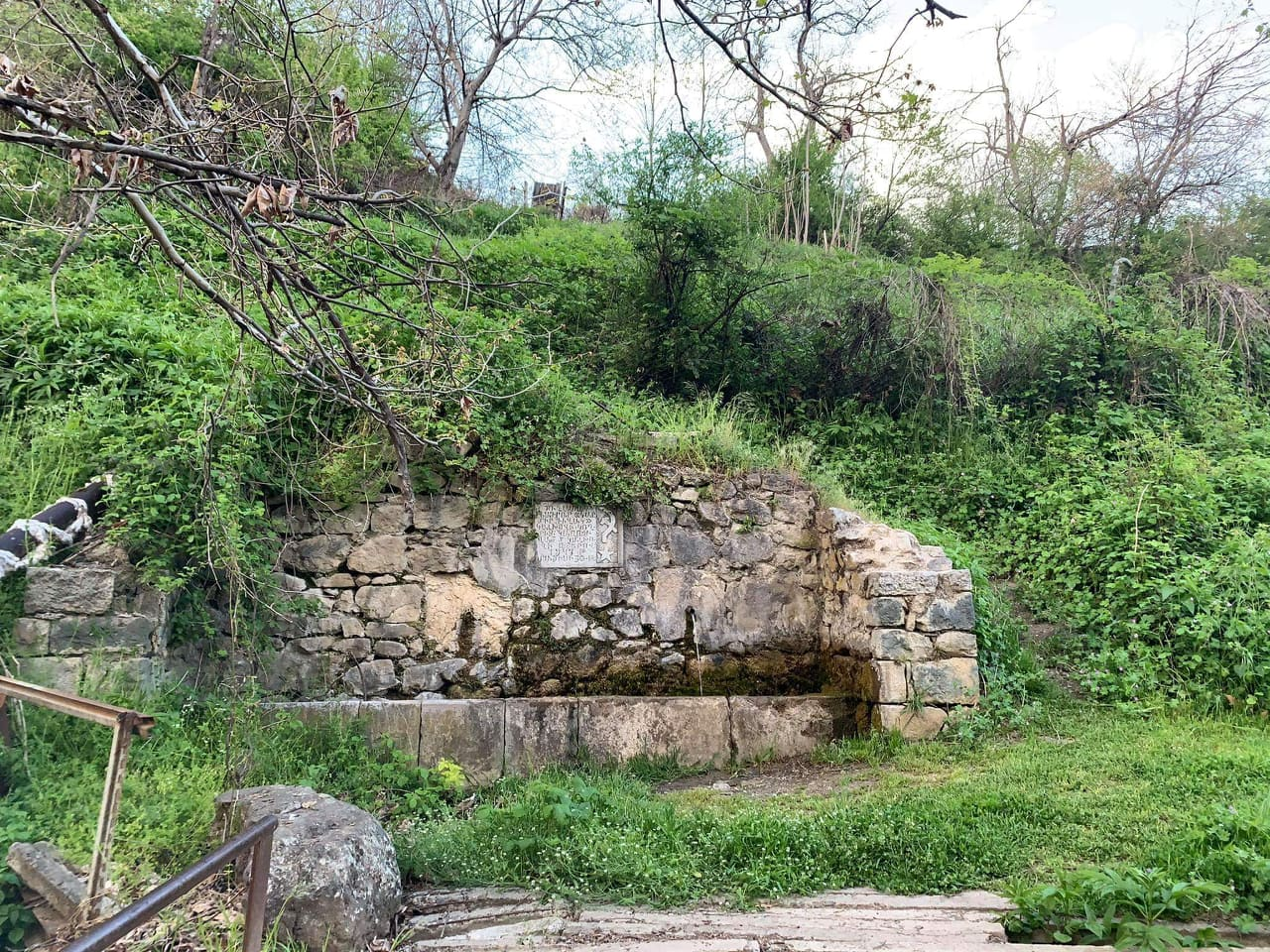
Fuente en Hadrut

## Ciudades hermanadas
Hadrut está hermanada con las siguientes ciudades mientras estuvo bajo el control de Artsaj:
- Vagharshapat, Armenia[35]
- Burbank, California, EE. UU.[36]